# 何塞·阿古斯丁·德拉普恩特·坎达莫
何塞·阿古斯丁·德拉普恩特·坎达莫（西班牙語：José Agustín de la Puente Candamo，1922年5月22日—2020年2月5日），秘鲁历史学家，秘鲁天主教大学教授。

## 生平
1922年5月22日生于秘鲁利马自由部落區奥尔韦亚庄园的一个贵族家庭，是前总统曼努埃尔·坎达莫的孙子。早年在家中受教于私人教师。后在利马的雷科莱塔圣心学校读书。1939年入读秘鲁天主教大学。分别以论文《圣马丁的君主建国计划》和《征服美洲与法律问题》获人文学和法律学士学位。1948年以圣马丁与秘鲁的研究获历史学博士学位，该论文还获得印卡·加西拉索国家文化奖。毕业后留校任教，曾任该大学里瓦·阿奎罗研究所秘书长、副主任、主任和名誉主任。他主要研究南美独立运动历史以及革命先驱者们的思想。
2010年获授大十字级秘鲁太阳勋章。2020年2月5日逝世，终年97岁。